# Naked Sun
I Naked Sun sono un gruppo rock originario di New York di genere progressive rock e progressive metal attivo dal 1991 al 1994. Hanno pubblicato due album, "Naked Sun" del 1991 con l'etichetta discografica Noise Records e "Wonderdrug" del 1994 pubblicato dalla Omni Records nel 1994.

## Discografia
- 1991 - Naked Sun
- 1994 - Wonderdrug

## Formazione
- Franz Liebkins
- Kenny Dell
- Mathias Q-Tip
- Max Vanderwolf
- T.B. Quagmire